# سنگین‌آباد
سنگین‌آباد ، روستایی از توابع بخش مرکزی شهرستان قروه در استان کردستان ایران است.

## جمعیت
این روستا در دهستان بدر قرار دارد و براساس سرشماری مرکز آمار ایران در سال ۱۳۸۵، جمعیت آن ۷۳۴ نفر (۱۴۸خانوار) بوده‌است.
این روستا دارای دو کوه مرتفع به نامهای محلی کیفه ریواسین یعنی کوه ریواس و قلوز به معنای سنگلاخ می‌باشد، همچنین این روستا دارای دو آبشار بسیار زیبا واقع در کوه قلوز می‌باشد